# Deutsches Zeitungsmuseum

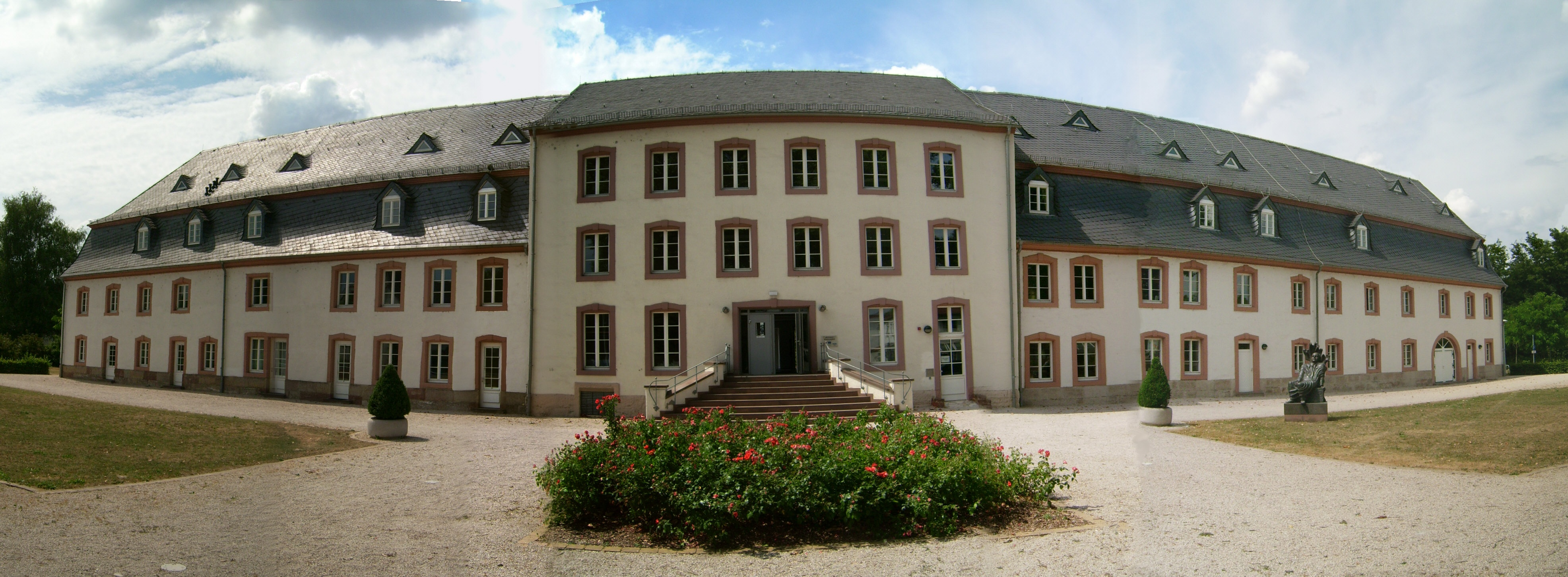
Deutsches Zeitungsmuseum in Wadgassen

Das Deutsche Zeitungsmuseum in Wadgassen, Saarland, wurde am 16. Mai 2004 eröffnet. Es ist eines von mehreren Zeitungsmuseen in Deutschland.

## Ausstellung
In einem ehemaligen Wirtschaftsgebäude der Abtei Wadgassen werden auf rund 500 Quadratmetern Fläche Exponate zur geschichtlichen Entwicklung, zur technischen Herstellung und zur Distribution der Zeitung gezeigt. Außerdem wird eine Sammlung historischer Zeitungsexemplare von internationaler Bedeutung präsentiert. Der Bestand des DZM, der in einem aufwändig restaurierten ehemaligen Klostergebäude präsentiert wird, besteht aus rund 4000 Exponaten zur Pressegeschichte sowie einer umfangreichen Fachbibliothek und einem Archiv. Das Museum steht in Trägerschaft der Stiftung Saarländischer Kulturbesitz.
Die Ausstellung ist in drei thematische Bereiche gegliedert:
- Geschichte der Zeitung von den Anfängen bis 1962
- Technikhistorische Aspekte der Zeitungsherstellung
- Unsere Zeitung heute

Neben der klassischen Museumsarbeit will das Museum vor allem auch als außerschulischer erlebnisorientierter Lernort die Bedeutung der Zeitung und anderer Druckmedien auf interessante und lebendige Art vermitteln. Dazu hat das Museum ein neues Konzept erarbeitet, das dem Besucher mit einem Mobiltelefon ermöglicht (Bluetooth-Unterstützung vorausgesetzt) an einer interaktiven Führung und einem Quiz teilzunehmen. Dadurch sollen die Informationen besser vom Besucher aufgenommen, verarbeitet und verstanden werden.

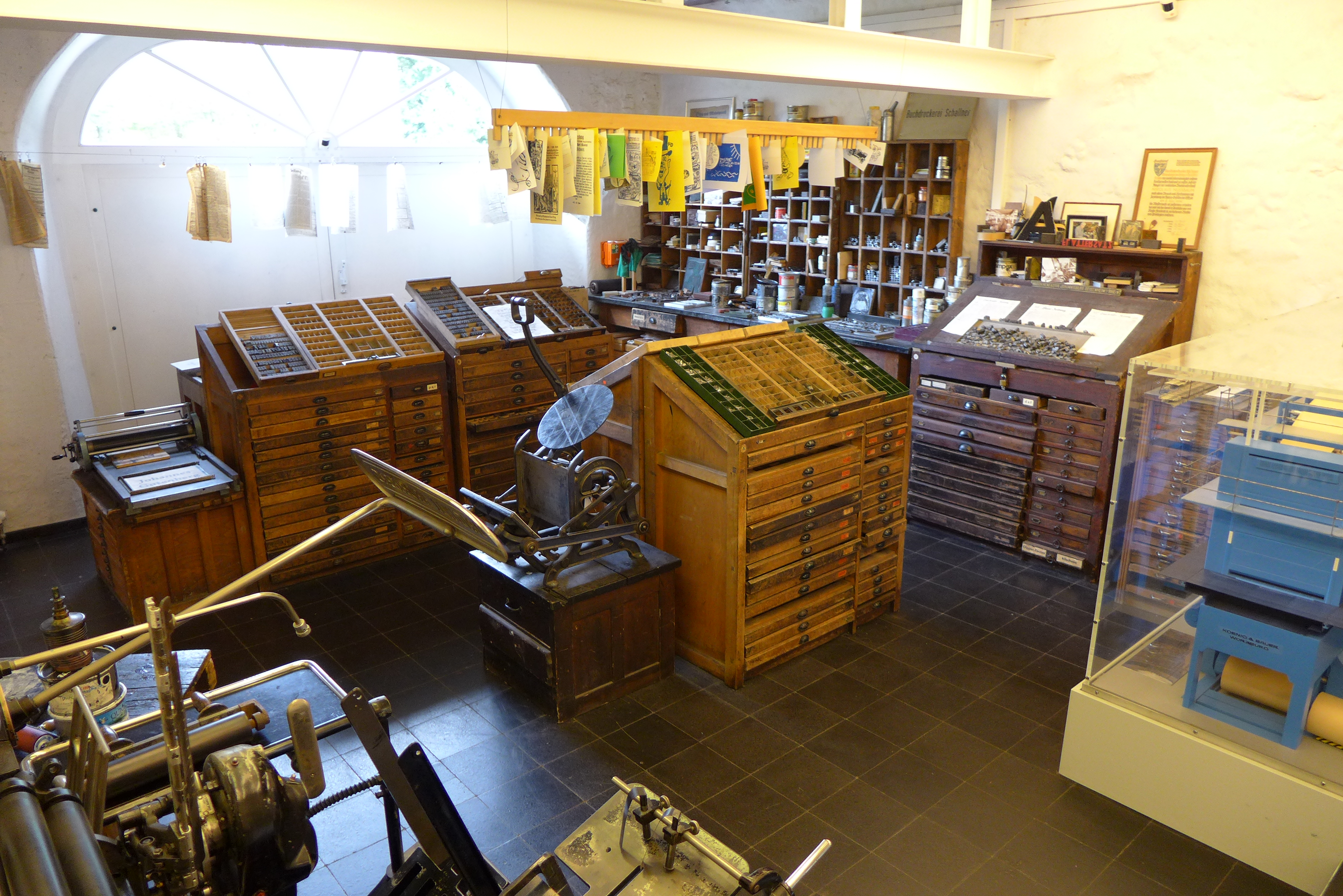
Wadgassen, Zeitungsmuseum
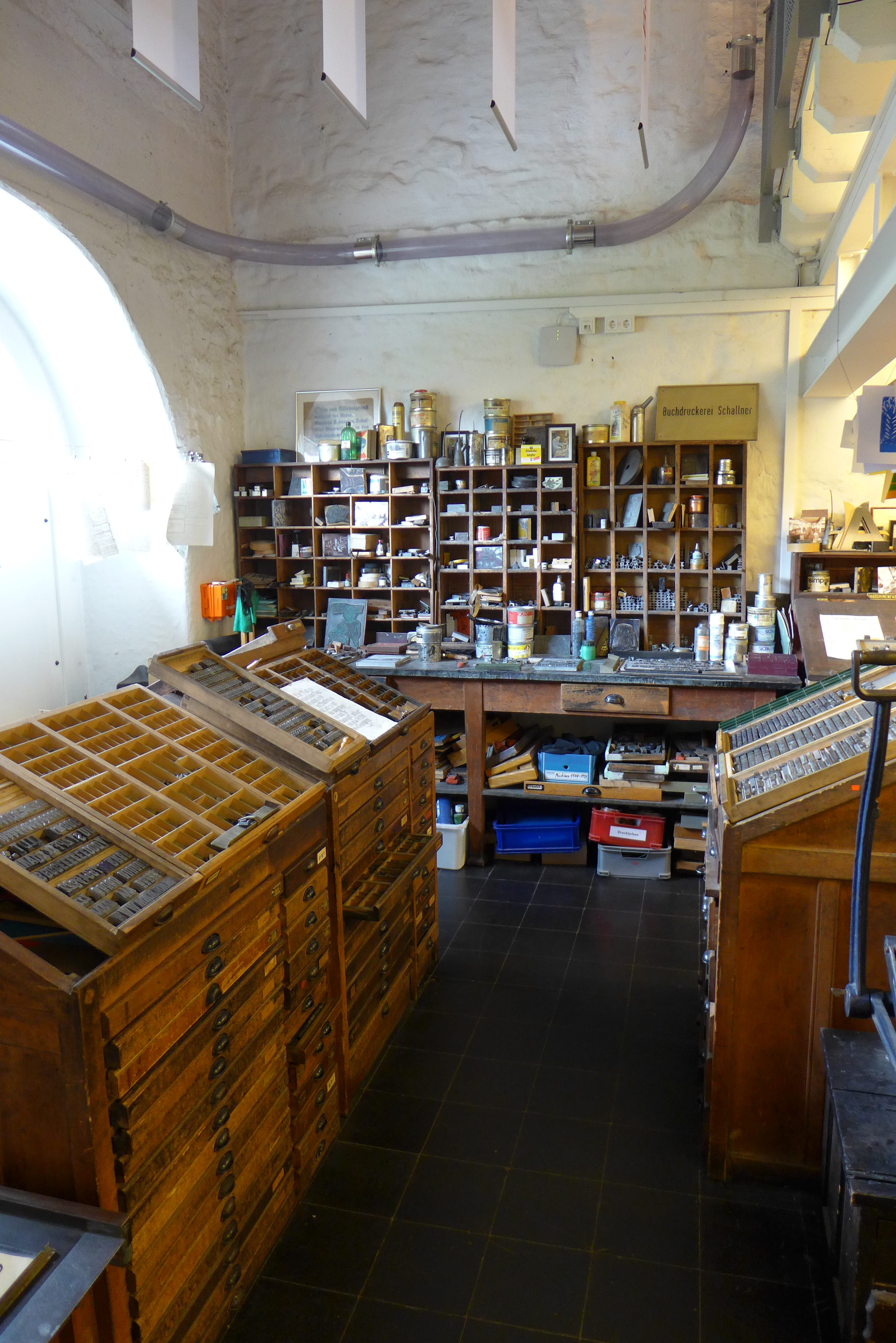
Wadgassen, Zeitungsmuseum
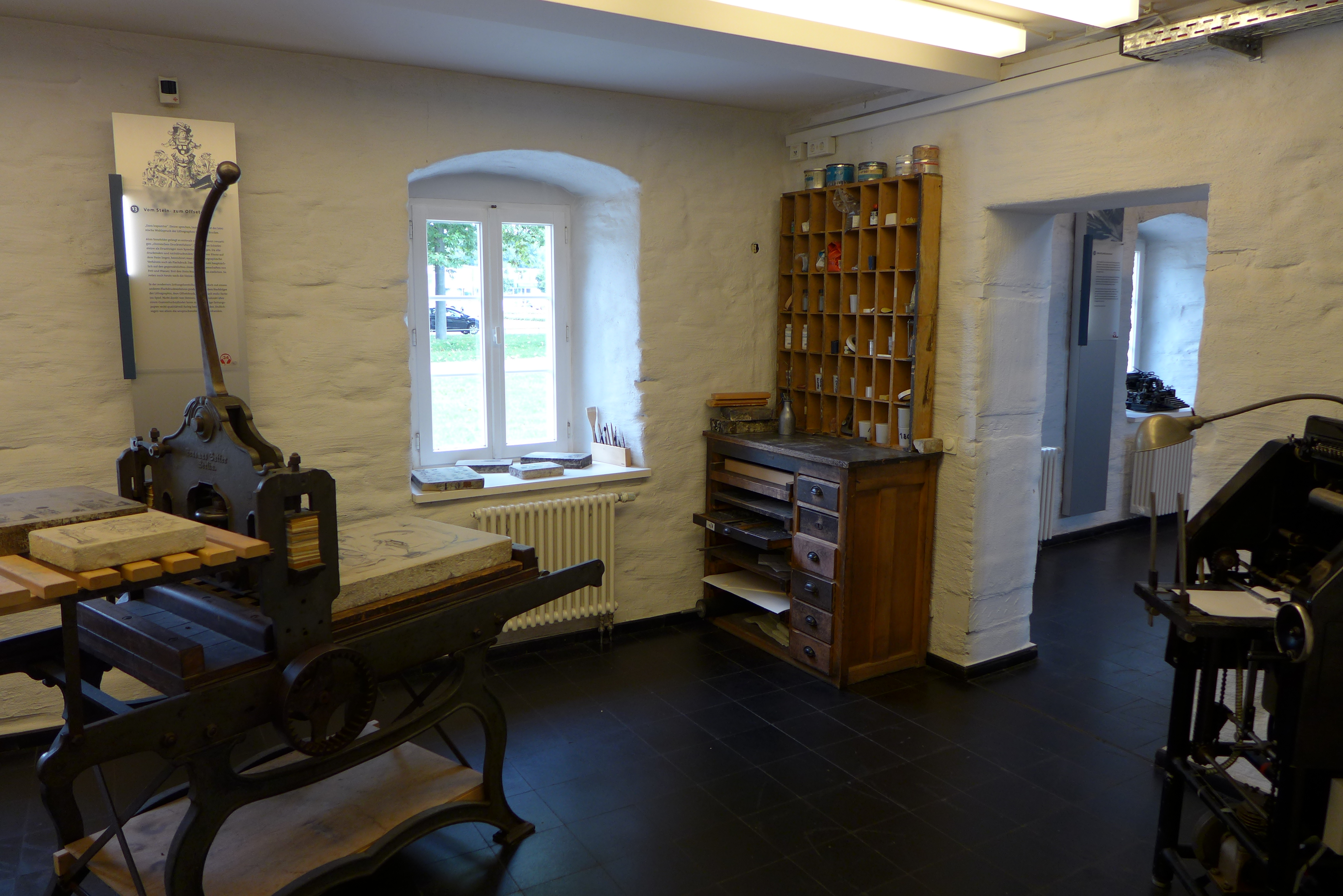
Wadgassen, Zeitungsmuseum
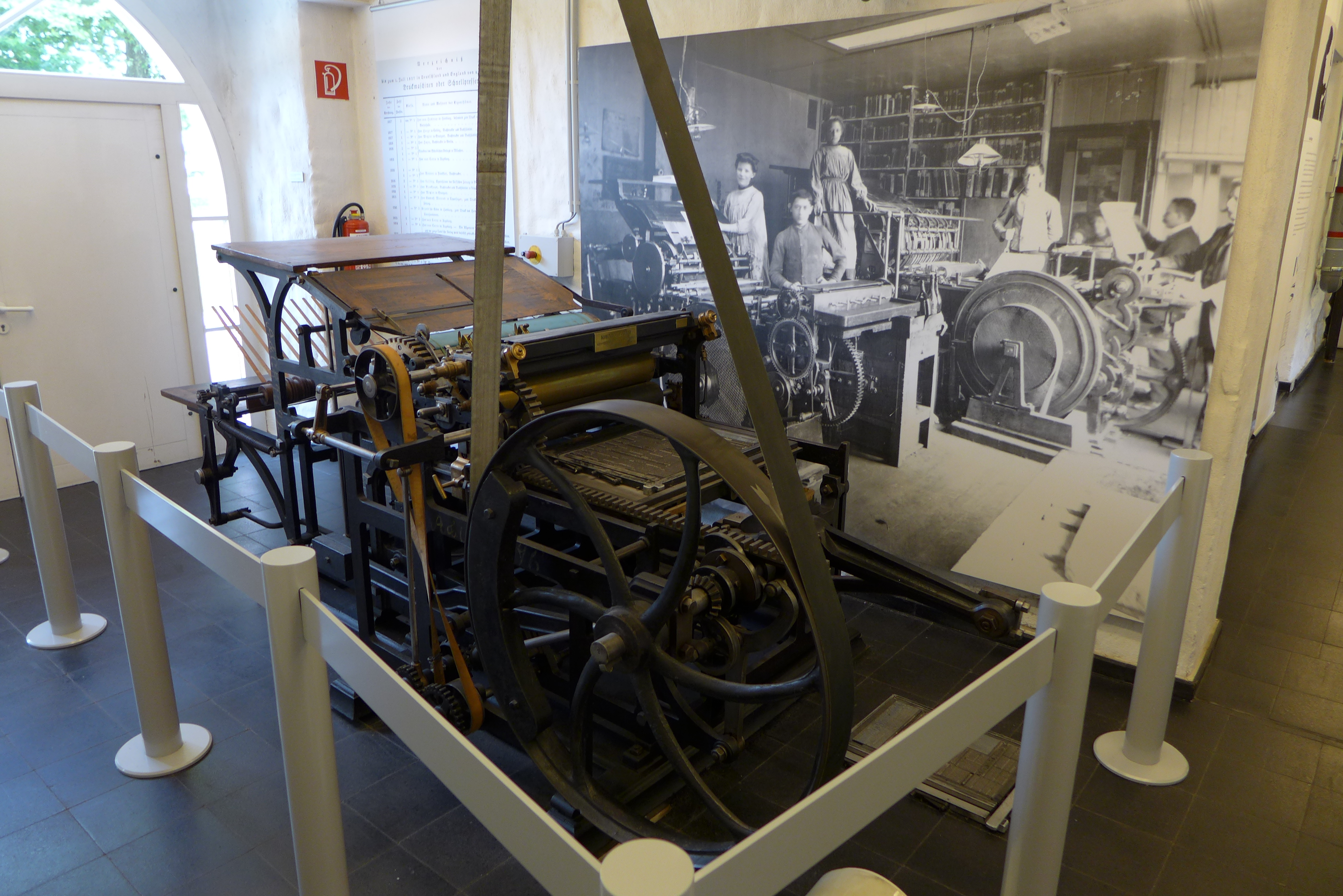
Wadgassen, Zeitungsmuseum
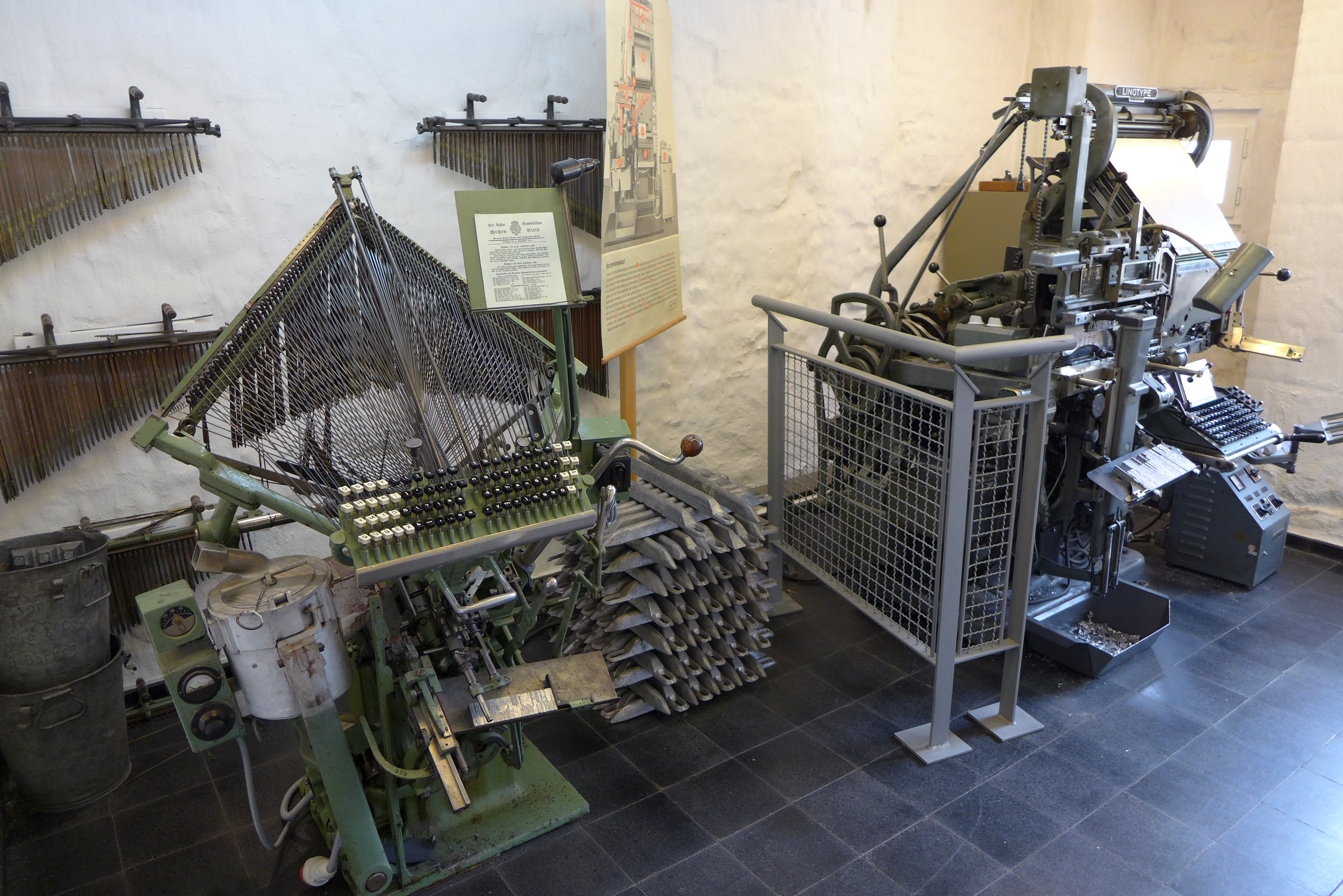
Wadgassen, Zeitungsmuseum
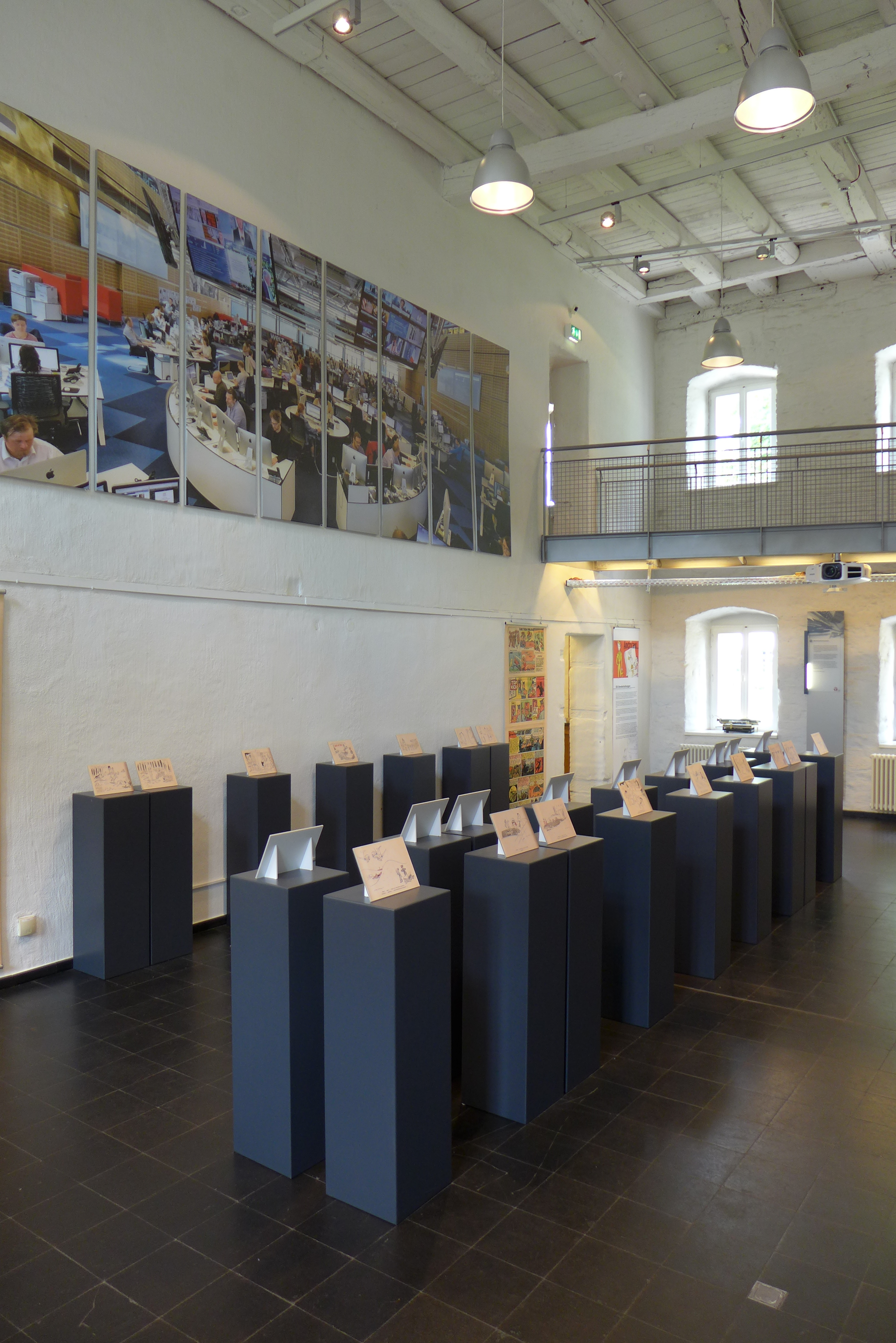
Wadgassen, Zeitungsmuseum
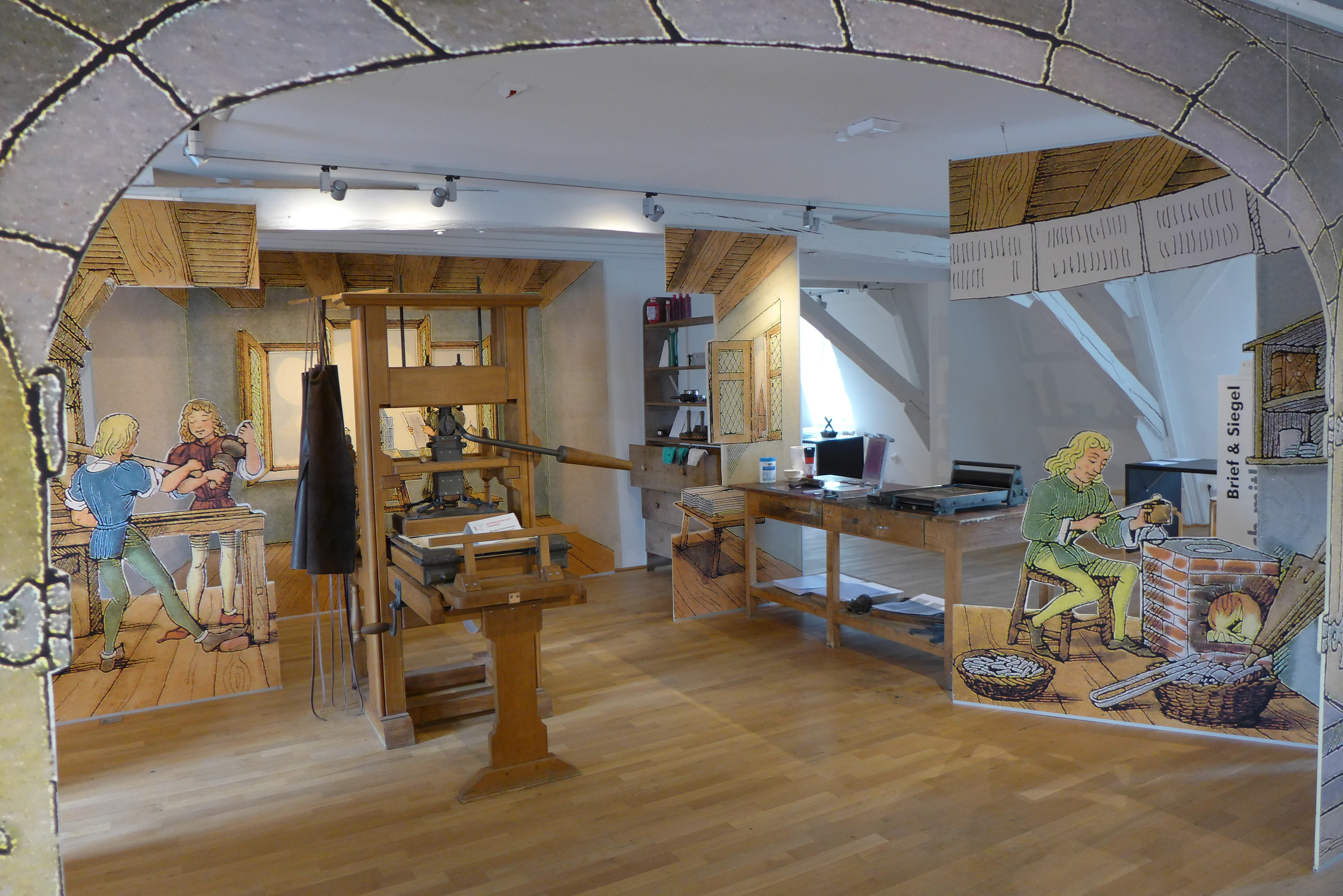
Wadgassen, Zeitungsmuseum
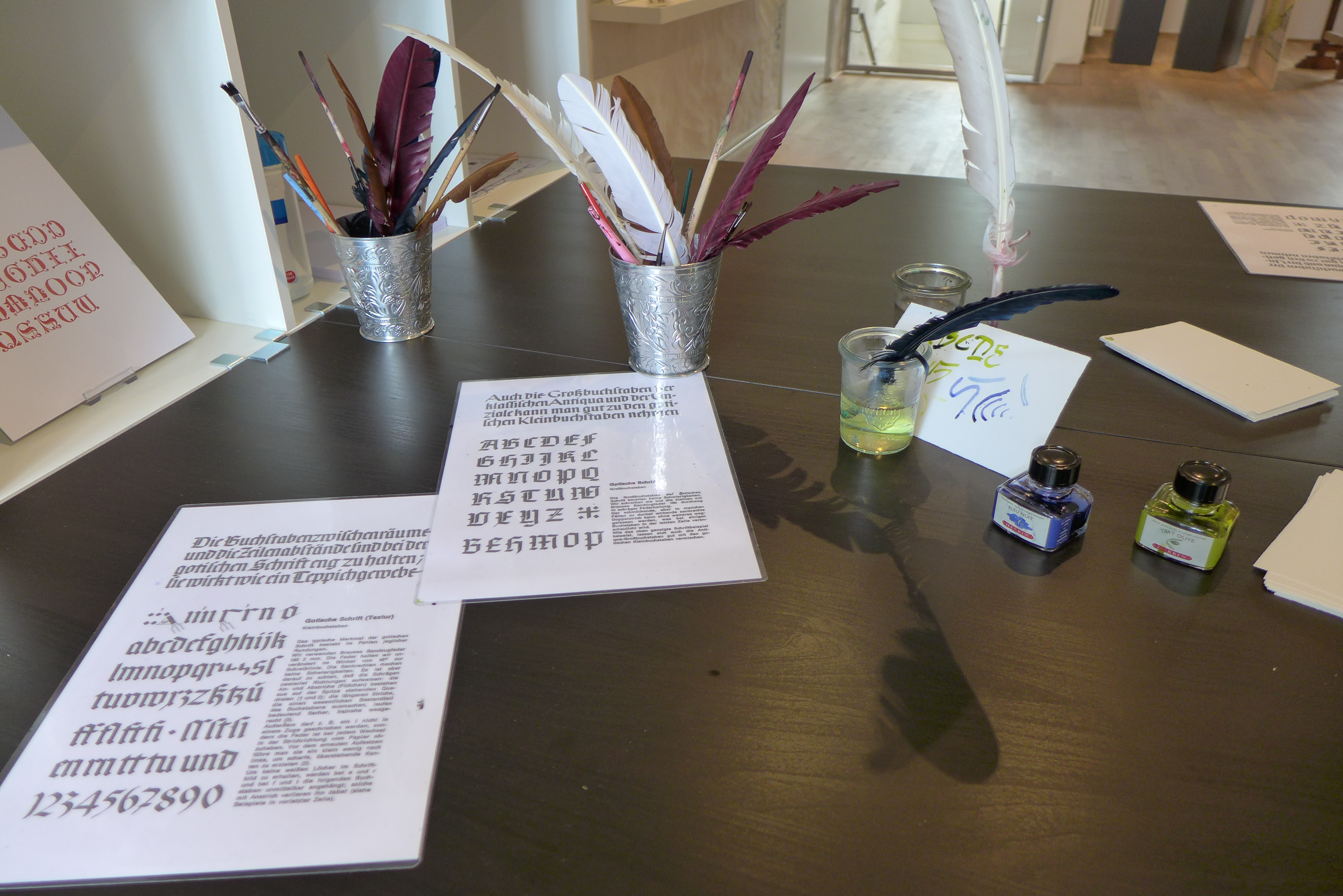
Wadgassen, Zeitungsmuseum